# 10 września
10 września jest 253. (w latach przestępnych 254.) dniem w kalendarzu gregoriańskim. Do końca roku pozostaje 112 dni.

## Święta
- Imieniny obchodzą: Agapiusz, Aldona, Anioł, Antoni, Bernard, Datyw, Dydym, Feliks, Franciszek, Izabela, Kandyda, Karol, Klemens, Leon, Leona, Lucjusz, Łucjusz, Łukasz, Mikołaj, Monika, Mścibor, Nemezjan, Nimfodora, Piotr, Polian, Poliana, Polianna, Pulcheria, Salwiusz, Sebastian, Sobiesław, Teodor i Wiktor.
- Belize – rocznica bitwy o St. George’s Caye
- Chińska Republika Ludowa – Dzień Nauczyciela
- Gibraltar – Święto Gibraltaru
- Honduras – Dzień Dziecka
- Polska – Dzień Polskiego Piłkarza[1]
- Międzynarodowe – Światowy Dzień Zapobiegania Samobójstwom[2]
- Stany Zjednoczone – Dzień Babci i Dziadka
- Wspomnienia i święta w Kościele katolickim[3][4] obchodzą:
  - św. Aelia Pulcheria (cesarzowa)
  - św. Mikołaj z Tolentino (zakonnik)
  - św. Salwiusz (biskup Albi)
  - Dwustu pięciu męczenników japońskich

## Wydarzenia w Polsce
- 1395 – Na zamku w Sandomierzu król Władysław II Jagiełło zawarł traktat sojuszniczy z książętami pomorskimi Świętoborem I i Bogusławem VIII.
- 1448 – Książę toszecki Przemysław nadał Żywcowi prawo magdeburskie.
- 1510 – Gwałtowna nawałnica radykalnie zmieniła głębokości dna Zalewu Wiślanego. Spłyciło się główne koryto nawigacyjne z Elbląga do przesmyku na wysokości Krynicy Morskiej i powstała Głębia Piławska, o wiele dłuższa droga łącząca port w Elblągu z cieśniną w Piławie (Bałtijsku).
- 1526 – Sejm mazowiecki złożył przysięgę na wierność królowi Polskiemu, oficjalnie potwierdzając inkorporację Mazowsza do Korony.
- 1578 – Biłgoraj uzyskał prawa miejskie.
- 1637 – Wielki pożar Raciborza.
- 1770 – Konfederacja barska: rozpoczęła się obrona Jasnej Góry przed wojskami rosyjskimi.
- 1831 – Gen. Maciej Rybiński został ostatnim wodzem naczelnym powstania listopadowego.
- 1855 – Rozpoczęto budowę dworca kolejowego Wrocław Główny.
- 1863 – Powstanie styczniowe: porażka powstańców w bitwie pod Dalikowem.
- 1893 – Powstała Polska Partia Socjalistyczna Zaboru Pruskiego.
- 1912 – Premiera filmu niemego Ofiara namiętności w reżyserii Władysława Palińskiego.
- 1930 – Aresztowano przywódców Centrolewu, a następnie osadzono ich w więzieniu wojskowym w Brześciu nad Bugiem.
- 1933 – Jerzy Lipiński wygrał 3. Tour de Pologne.
- 1939 – Kampania wrześniowa:
  - Kapitulacja załogi kpt. Władysława Raginisa po obronie Wizny.
  - Na rynku w Rawie Mazowieckiej Niemcy rozstrzelali 43 osoby.
  - Prymas kardynał August Hlond został ranny podczas nalotu na stację kolejową w Siedlcach.
  - Rozpoczęła się obrona Jarosławia.
  - W Bydgoszczy w ulicznych egzekucjach Niemcy rozstrzelali ponad tysiąc osób.
  - We wsiach Teresin i Mszadla koło Skierniewic, w wyniku podpaleń i egzekucji dokonywanych przez żołnierzy niemieckiej 10. Dywizji Piechoty zginęło około 150 osób.
  - We wsi Dęborzeczka pod Opocznem zginął generał-major Ordnungspolizei Wilhelm Fritz von Roettig, pierwszy generał poległy w czasie II wojny światowej.
  - Wojska niemieckie zajęły Poznań.
  - W pierwszej zbiorowej egzekucji w Krakowie Niemcy rozstrzelali 13 mężczyzn.
  - Zakończyły się bitwy: pod Nowogrodem i pod Łomżą.
  - Zwycięstwo wojsk polskich w bitwie o Głowaczów.
- 1944 – 41. dzień powstania warszawskiego: walki powietrzne samolotów radzieckich i niemieckich.
- 1946 – Napad UPA na Łodzinę, Hłomczę i Witryłów.
- 1967 – Prymas kardynał Stefan Wyszyński koronował obraz Matki Boskiej Gietrzwałdzkiej.
- 1975 – W meczu eliminacyjnym do Mistrzostw Europy Polska pokonała na Stadionie Śląskim w Chorzowie Holandię 4:1.
- 1976 – Premiera komedii filmowej Motylem jestem, czyli romans 40-latka w reżyserii Jerzego Gruzy.
- 1985 – Premiera komediodramatu Dom wariatów w reżyserii Marka Koterskiego.
- 1995 – Zbigniew Spruch wygrał 52. Tour de Pologne.
- 1999 – Sejm RP uchwalił Kodeks karny skarbowy.
- 2000:
  - 2 osoby zginęły, a 7 zostało rannych w zderzeniu pociągów na trasie Przemyśl-Jarosław.
  - Piotr Przydział wygrał 57. Tour de Pologne.
- 2005 – Telewizja TVN wyemitowała premierowy odcinek serialu Niania.
- 2006 – Niemiec Stefan Schumacher wygrał 63. Tour de Pologne.
- 2017 – Na antenie Polsatu wyemitowano pierwszy odcinek serialu W rytmie serca w reżyserii Piotra Wereśniaka.
- 2023 – Rodzina Ulmów została ogłoszona błogosławioną w trakcie mszy świętej w miejscowości Markowa na Podkarpaciu.

## Wydarzenia na świecie

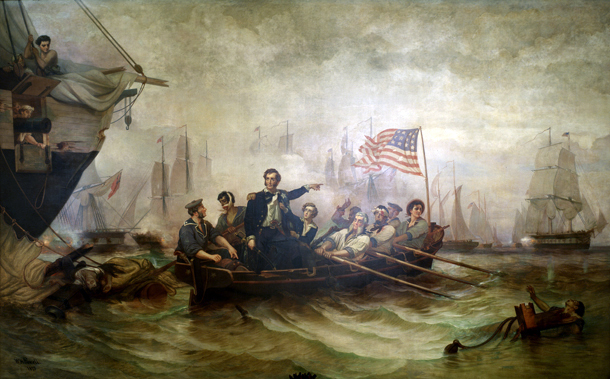
Bitwa o jezioro Erie (1813) na obrazie Williama Henry’ego Powella.

- 422 – Celestyn I został wybrany na papieża.
- 506 – Wizygoccy biskupi Galii spotkali się na synodzie w Agde.
- 1056 – Zwycięstwo wojsk wieleckich nad niemieckimi w bitwie pod Przecławą.
- 1419 – Książę Burgundii Jan bez Trwogi został zamordowany przez popleczników późniejszego króla Francji Karola VII Walezjusza.
- 1481 – Włoskie Otranto zostało wyzwolone spod okupacji tureckiej.
- 1509 – Trzęsienie ziemi i wywołane nim tsunami zabiły w Stambule ok. 10 tys. osób.
- 1547 – Zwycięstwo wojsk angielskich nad szkockimi w bitwie pod Pinkie Cleugh.
- 1561 – Stoczono IV bitwę na równinie Kawanakajima (Japonia).
- 1608 – John Smith został wybrany przywódcą angielskiej osady Jamestown w Wirginii.
- 1657 – Wojna duńsko-szwedzka w ramach II wojny północnej: zwycięstwo wojsk szwedzkich w bitwie pod Genevadsbro.
- 1708 – III wojna północna: zwycięstwo wojsk szwedzkich nad rosyjskimi w bitwie pod Małatyczami.
- 1721 – Rosja i Szwecja zawarły pokój w Nystad kończący III wojnę północną.
- 1759 – Wojna siedmioletnia: na Zalewie Szczecińskim koło Nowego Warpna i Ueckermünde (obecnie pogranicze polsko-niemieckie) rozegrała się prusko-szwedzka (pierwsza w historii floty pruskiej) bitwa morska, zakończona zwycięstwem strony szwedzkiej.
- 1798 – W bitwie pod St. George’s Caye wojska Hondurasu Brytyjskiego (obecnie Belize) pokonały Hiszpanów.
- 1813 – Wojna brytyjsko-amerykańska: zwycięstwo Amerykanów w bitwie o jezioro Erie.
- 1823 – Simón Bolívar został prezydentem Peru.
- 1831 – Fryderyk Chopin przybył do Paryża.
- 1834 – Vicente Rocafuerte został prezydentem Ekwadoru.
- 1836 – Powstanie Farrapos w Brazylii: zwycięstwo powstańców w bitwie o Arroio Seival.
- 1838 – W Paryżu odbyła się premiera opery Benvenuto Cellini Hectora Berlioza.
- 1846 – Amerykanin Elias Howe opatentował maszynę do szycia.
- 1858:
  - Amerykański astronom George Mary Searle odkrył planetoidę (55) Pandora.
  - Niemiecki astronom Hermann Goldschmidt odkrył planetoidę (54) Alexandra.
- 1861 – Wojna secesyjna: zwycięstwo wojsk Unii w bitwie pod Carnifex Ferry.
- 1862 – Francisco Solano López został prezydentem Paragwaju.
- 1864 – Zakończyła się konferencja w Charlottetown podczas której powzięto wstępne decyzje dotyczące utworzenia Konfederacji Kanady (1-10 września).
- 1872 – Edward Stafford został po raz trzeci premierem Nowej Zelandii.
- 1874 – Papież Pius IX ogłosił encyklikę Non expedit o zakazie udziału katolików w polityce państwa włoskiego.
- 1876 – Wojna o Black Hills: zwycięstwo armii amerykańskiej nad Dakotami w bitwie o Slim Buttes.
- 1880 – W Brazzaville proklamowano Kongo Francuskie jako protektorat nad ludem Bateke.
- 1882 – Austriacki astronom Johann Palisa odkrył planetoidę (231) Vindobona.
- 1889 – Albert I Grimaldi został księciem Monako.
- 1897 – masakra w Lattimer – w amerykańskim stanie Pensylwania oddział policyjny zastrzelił 19 nieuzbrojonych górników.
- 1898 – W Genewie została zasztyletowana przez włoskiego anarchistę Elżbieta Bawarska, żona cesarza Austrii Franciszka Józefa I.
- 1900 – Włoch Alberto Franchetti na samochodzie Panhard & Levassor wygrał w Brescii pierwszy wyścig samochodowy Coppa Florio (pierwotnie Coppa Brescia).
- 1904 – W angielskim Exeter otwarto stadion piłkarski St James Park na którym mecze rozgrywa Exeter City F.C.
- 1905 – W Londynie założono klub piłkarski Crystal Palace F.C.
- 1913 – Pierwsza autostrada połączyła wybrzeża USA.
- 1919 – Podpisano traktat pokojowy między państwami Ententy a Austrią.
- 1921:
  - 38 osób zginęło w miejscowości Les Échets w wyniku wykolejenia pociągu ekspresowego relacji Strasburg-Lyon.
  - W Berlinie otwarto pierwszy w Europie odcinek autostrady.
- 1922 – Nikolaos Triantafyllakos został premierem Grecji.
- 1923 – Irlandia została przyjęta do Ligi Narodów.
- 1924 – Założono kolumbijski klub piłkarski Cúcuta Deportivo.
- 1927 – Francuscy tenisiści zdobyli po raz pierwszy Puchar Davisa.
- 1931:
  - Około 2500 osób zginęło w wyniku przejścia huraganu nad Hondurasem Brytyjskim (obecnie Belize).
  - W Nowym Jorku został zastrzelony boss mafijny Salvatore Maranzano.
- 1933:
  - Polak Stanisław Czaykowski oraz Włosi Baconin Borzacchini i Giuseppe Campari zginęli w wypadkach podczas wyścigu na torze koło Monzy we Włoszech.
  - Ramón Grau San Martín został prezydentem Kuby.
- 1935:
  - Narodowi Syndykaliści usiłowali dokonać przewrotu w Portugalii.
  - W szpitalu w Baton Rouge w Luizjanie zmarł senator i były gubernator tego stanu Huey Long, postrzelony 2 dni wcześniej w budynku stanowego Kapitolu przez zamachowca.
- 1936 – Założono albański klub piłkarski KS Kamza.
- 1938 – Uformował się tzw. Wielki Huragan, który na terenie Nowej Anglii zabił w następnych dniach co najmniej 682 osoby.
- 1939:
  - Brytyjski okręt podwodny HMS „Triton” zatopił inny brytyjski okręt tej klasy HMS „Oxley”, myląc go z niemieckim U-Bootem. Zginęło 52 spośród 54 członków załogi.
  - Kanada wypowiedziała wojnę III Rzeszy.
- 1941 – 192 osoby zginęły w trzęsieniu ziemi w tureckiej prowincji Wan.
- 1942:
  - II wojna światowa w Afryce: w trakcie bitwy o Madagaskar brytyjska 29. Brygada Piechoty i 22. Wschodnioafrykańska Grupa Brygadowa przeprowadziły lądowanie w porcie Mahajanga w północno-zachodniej części wyspy, gdzie zaopatrywały się japońskie okręty podwodne.
  - Front wschodni: niemiecka 6. Armia rozpoczęła oblężenie Stalingradu.
- 1943:
  - Rozpoczęła się niemiecka okupacja Albanii.
  - Wojska niemieckie zajęły Rzym.
  - W trzęsieniu ziemi w japońskim mieście Tottori zginęło 1190 osób.
- 1944 – Wojska alianckie wyzwoliły Luksemburg.
- 1945:
  - Były premier Norwegii Vidkun Quisling został skazany na karę śmierci za kolaborację z niemieckim okupantem.
  - Farmer Lloyd Olsen z miasta Fruita w stanie Kolorado odrąbał głowę swemu kogutowi Mike’owi, który następnie, dzięki ocalałej części mózgu, przeżył 1,5 roku.
- 1947 – Hasan Saka został premierem Turcji.
- 1949:
  - Dokonano oblotu francuskiego samolotu transportowego Nord Noratlas.
  - Reprezentacja Polski pokonała Holandię 3:0 w swym pierwszym występie na rozpoczętych tego dnia w Pradze I Mistrzostwach Świata w Piłce Siatkowej Mężczyzn.
- 1950:
  - 94-letni irlandzki prozaik i dramaturg George Bernard Shaw złamał kość udową spadając z drabiny podczas przycinania drzewa na swojej posiadłości w Ayot St Lawrence pod Londynem, co przyczyniło się do jego śmierci na niewydolność nerek 2 listopada tego roku.
  - Wojna koreańska: 5 dni przed lądowaniem pod Inczon, 43 amerykańskie samoloty bojowe przeleciały nad wyspą Wolmido, zrzucając 93 kanistry z napalmem, aby „wypalić” jego wschodnie zbocze, próbując utorować w ten sposób drogę wojskom amerykańskim.
- 1951 – Wielka Brytania nałożyła embargo na Iran.
- 1952:
  - Nazim Akkari został premierem Libanu.
  - W Luksemburgu kanclerz RFN Konrad Adenauer i minister spraw zagranicznych Izraela Mosze Szaret podpisali niemiecko-izraelski układ o odszkodowaniach dla ofiar Holocaustu.
- 1956:
  - 7 izraelskich żołnierzy zginęło w strzelaninie na granicy z Jordanią.
  - Nicolas Grunitzky został pierwszym premierem Togo.
- 1960 – Podczas XVII Letnich Igrzysk Olimpijskich w Rzymie biegnący cały dystans boso reprezentant Etiopii Abebe Bikila wygrał bieg maratoński, poprawiając rekord świata (2:15:16,2 s).
- 1961:
  - 83 osoby zginęły w katastrofie samolotu Douglas DC-6 w irlandzkim Shannon.
  - Podczas wyścigu Formuły 1 o Grand Prix Włoch na torze wyścigowym koło Monzy zginął w wypadku niemiecki kierowca Wolfgang von Trips i 15 kibiców, a 60 zostało rannych.
  - Satelita TIROS 3 jako pierwszy w historii wykrył i sfotografował huragan z orbity okołoziemskiej.
- 1963 – Afroamerykańscy uczniowie po raz pierwszy rozpoczęli naukę w szkole państwowej w stanie Alabama.
- 1967 – Mieszkańcy Gibraltaru opowiedzieli się w referendum za pozostaniem nadal częścią Wielkiej Brytanii.
- 1969 – Premiera francuskiej komedii filmowej Hibernatus w reżyserii Édouarda Molinaro.
- 1972 – Podczas XX Letnich Igrzysk Olimpijskich w Monachium Polska pokonała w finale turnieju piłkarskiego Węgry 2:1.
- 1974 – Portugalia uznała niepodległość Gwinei Bissau.
- 1975 – Rozpoczęto seryjną produkcję Jaguara XJS.
- 1976 – W pobliżu Zagrzebia zderzyły się samoloty pasażerskie należące do British Airways i jugosłowiańskich Inex-Adria Aviopromet, w wyniku czego zginęło 176 osób.
- 1977 – We Francji po raz ostatni użyto gilotyny. Pochodzący z Tunezji porywacz i morderca Hamida Djandoubi został ścięty w więzieniu Baumettes w Marsylii.
- 1979 – José Eduardo dos Santos został prezydentem Angoli.
- 1980 – (lub 9 września) W pobliżu japońskiej wyspy Okinawa, prawdopodobnie wskutek zalania tzw. falą wyjątkową, zatonął brytyjski masowiec „Derbyshire”, w wyniku czego zginęło 42 członków załogi i żony dwóch z nich.
- 1981 – Przechowywany od 1939 roku w Museum of Modern Art w Nowym Jorku obraz Pabla Picassa Guernica został przewieziony do Madrytu i umieszczony w muzeum Prado.
- 1982 – Poul Schlüter został premierem Danii.
- 1987 – Mengystu Hajle Marjam został prezydentem Etiopii.
- 1990:
  - Irak i Iran wznowiły stosunki dyplomatyczne.
  - Papież Jan Paweł II poświęcił bazylikę Matki Boskiej Królowej Pokoju w Jamusukro na Wybrzeżu Kości Słoniowej, największą świątynię w Afryce.
  - Rozpoczęła się konferencja założycielska Zrzeszenia Białorusinów Świata „Baćkauszczyna” (Ojczyzna).
- 1991 – Została zdelegalizowana Komunistyczna Partia Łotwy.
- 1993 – Wyemitowano premierowy odcinek amerykańskiego serialu telewizyjnego Z Archiwum X.
- 1994:
  - Jan Paweł II rozpoczął wizytę w Chorwacji.
  - Premiera amerykańskiego filmu Skazani na Shawshank w reżyserii Franka Darabonta.
- 1998 – Założono norweski klub piłkarski Sandefjord Fotball.
- 2000:
  - Armia brytyjska przeprowadziła w Sierra Leone udaną operację uwolnienia 12 swoich żołnierzy, uprowadzonych przez rebeliantów z ugrupowania West Side Boys.
  - Odbyło się ostatnie (7485.) przedstawienie musicalu Koty z muzyką Andrew Lloyda Webbera w nowojorskim Broadway Theatre.
  - Polski jacht „Bieszczady” zatonął 20 mil morskich od północno-zachodnich wybrzeży Danii po staranowaniu go przez tankowiec płynący do Rotterdamu.
  - W Ekwadorze dolar amerykański zastąpił sucre.
- 2001 – W Norwegii odbyły się wybory parlamentarne.
- 2002 – Szwajcaria przystąpiła do ONZ.
- 2003:
  - Muhammad Nadżi al-Utri został premierem Syrii.
  - Szwedzka minister spraw zagranicznych Anna Lindh została śmiertelnie ugodzona nożem przez zamachowca.
- 2008 – Oddano do użytku znajdujący się w pobliżu Genewy Wielki Zderzacz Hadronów.
- 2009 – Wu Den-yih został premierem Tajwanu.
- 2011 – 1573 osoby zginęły lub zaginęły w wyniku zatonięcia promu Spice Islander I(inne języki) płynącego z Zanzibaru na Pembę.
- 2012 – Hassan Sheikh Mohamud został wybrany przez parlament na urząd prezydenta Somalii.
- 2013 – Niemiec Thomas Bach został przewodniczącym MKOl.
- 2017 – We Florydę uderzył huragan Irma.
- 2018 – Mutazz Musa został premierem Sudanu.
- 2022 – Inwazja Rosji na Ukrainę: w ramach kontrofensywy w obwodzie charkowskim wojska ukraińskie wyzwoliły Kupiańsk i Izium.

## Urodzili się
- 920 – Ludwik IV Zamorski, król zachodniofrankijski (zm. 954)
- 1167 – Aleksy II Komnen, cesarz bizantyński (zm. 1183)
- 1451 – Giovanni Giacomo Schiaffinati, włoski duchowny katolicki, biskup Parmy, kardynał (zm. 1497)
- 1487 – Juliusz III, papież (zm. 1555)
- 1547 – Jerzy I Pobożny, landgraf Hesji-Darmstadt (zm. 1596)
- 1550 – Alonso Perez de Guzman el Bueno, hiszpański arystokrata, admirał (zm. 1615)
- 1565 – Nicolò Longobardo, włoski jezuita, teolog, misjonarz (zm. 1655)
- 1624 – Thomas Sydenham, angielski lekarz (zm. 1689)
- 1638 – Maria Teresa, królowa Francji (zm. 1683)
- 1648 – Nicolas Desmarets, francuski, markiz, polityk, generalny kontroler finansów (zm. 1721)
- 1649 – Bernard I, książę Saksonii-Meiningen (zm. 1706)
- 1652 – Jan Kozina, czeski chłop, przywódca powstania Chodów (zm. 1695)
- 1654 – Karl Gottfried von Bose, saski dyplomata (zm. 1731)
- 1655 – Caspar Bartholin młodszy, duński anatom (zm. 1738)
- 1659:
  - Anton Ignaz Müntzer, niemiecki duchowny katolicki, biskup pomocniczy wrocławski (zm. 1714)
  - Henry Purcell, angielski kompozytor (zm. 1695)
- 1670:
  - Raffaele Cosimo De Girolami, włoski kardynał (zm. 1748)
  - Samuel Marzorati, włoski franciszkanin, misjonarz, męczennik, błogosławiony (zm. 1716)
- 1676 – Joseph Anton Stranitzky, austriacki aktor, dentysta (zm. 1726)
- 1713 – Gowin Knight, brytyjski fizyk (zm. 1772)
- 1740 – Nicolau Tolentino de Almeida, portugalski poeta, satyryk (zm. 1811)
- 1753 – John Soane, brytyjski architekt (zm. 1837)
- 1755 – Bertrand Barère de Vieuzac, francuski polityk, rewolucjonista (zm. 1841)
- 1758 – Hannah Webster Foster, amerykańska pisarka (zm. 1840)
- 1762 – Pierre Fontaine, francuski architekt (zm. 1853)
- 1763 – Józef Grimaldi, członek monakijskiej rodziny książęcej (zm. 1816)
- 1786 – Nicolás Bravo, meksykański generał, polityk, prezydent Meksyku (zm. 1854)
- 1787 – John J. Crittenden, amerykański prawnik, polityk, prokurator generalny (zm. 1863)
- 1788:
  - Wilhelmina Badeńska, wielka księżna Hesji i Renu (zm. 1836)
  - Jacques Boucher de Crèvecœur de Perthes, francuski archeolog (zm. 1868)
- 1790 – Wiktor Maksymilian Ossoliński, polski hrabia, polityk (zm. 1860)
- 1792:
  - Johann Gottfried Ludwig Kosegarten, niemiecki językoznawca, orientalista (zm. 1860)
  - Wacław Aleksander Maciejowski, polski historyk prawa i kultury, slawista (zm. 1883)
- 1797:
  - Carl Gustaf Mosander, szwedzki chemik (zm. 1858)
  - Piotr Wysocki, polski pułkownik, przywódca spisku, który doprowadził do wybuchu powstania listopadowego, zesłaniec (zm. 1875)
- 1805:
  - Adam Gurowski, polski publicysta polityczny i historiozoficzny, działacz polityczny okresu powstania listopadowego i Wielkiej Emigracji, panslawista (zm. 1866)
  - Ferdinand Albert Gustav Nemitz, pruski prawnik, polityk (zm. 1886)
- 1809:
  - Thomas Campbell Eyton, brytyjski naturalista, ornitolog (zm. 1880)
  - Aleksander Rypiński, polski poeta, tłumacz, etnograf, uczestnik powstania listopadowego, działacz emigracyjny, pamiętnikarz (zm. 1886)
- 1810 – Pedro de Alcántara Téllez-Girón y Beaufort Spontin, hiszpański arystokrata (zm. 1844)
- 1811 – Victor Duruy, francuski historyk (zm. 1894)
- 1815 – Hermann Gleich, niemiecki duchowny katolicki, biskup pomocniczy wrocławski (zm. 1900)
- 1821 – Jules Champfleury, francuski pisarz, krytyk sztuki (zm. 1889)
- 1822:
  - Eugène Caillaux, francuski polityk (zm. 1896)
  - John Adams Whipple, amerykański fotograf, wynalazca (zm. 1891)
- 1823 – Richard Temple-Grenville, brytyjski arystokrata, polityk (zm. 1889)
- 1829 – Franciszek Tegazzo, polski malarz, ilustrator (zm. 1879)
- 1830 – Mikołaj Maria Alberga y Torres, hiszpański franciszkanin, misjonarz, męczennik, błogosławiony (zm. 1860)
- 1839:
  - Emilian Konopczyński, polski filolog klasyczny, pedagog, tłumacz, publicysta (zm. 1911)
  - Charles Sanders Peirce, amerykański filozof, wykładowca akademicki (zm. 1914)
- 1847 – Viktor Urbantschitsch, austriacki otorynolaryngolog (zm. 1921)
- 1849 – Karl von Prantl (młodszy), niemiecki botanik (zm. 1893)
- 1853 – Ferdinand Blumentritt, austriacki etnograf, pedagog, poliglota (zm. 1913)
- 1854 – Josua Zweifel, szwajcarski botanik, badacz Afryki (zm. 1895)
- 1855:
  - Robert Koldewey, niemiecki architekt (zm. 1925)
  - Albert F. Mummery, brytyjski alpinista, pisarz (zm. 1895)
- 1856 – Edward Heiman-Jarecki, polski przedsiębiorca, działacz społeczny pochodzenia żydowskiego (zm. 1933)
- 1857 – James Edward Keeler, amerykański astronom (zm. 1900)
- 1860:
  - Szymon Dubnow, żydowski historyk, pisarz, działacz polityczny (zm. 1941)
  - Marianne von Werefkin, rosyjska malarka (zm. 1938)
- 1862 – Frank Muller, amerykański astronom (zm. 1917)
- 1863:
  - Josef Jadassohn, niemiecki dermatolog (zm. 1936)
  - Charles Spearman, brytyjski psycholog (zm. 1945)
- 1865 – Alexander Pohlmann, niemiecki polityk, burmistrz Katowic (zm. 1952)
- 1866 – Jeppe Aakjær, duński dziennikarz, poeta, prozaik (zm. 1930)
- 1870 – Alfons Mańkowski, polski duchowny katolicki, historyk Kościoła (zm. 1941)
- 1871 – Arthur Birch-Hirschfeld, niemiecki okulista (zm. 1945)
- 1872 – Władimir Arsienjew, rosyjski wojskowy, etnograf, pisarz (zm. 1930)
- 1873 – Nikołaj Stogow, rosyjski generał porucznik, publicysta, emigracyjny działacz kombatancki (zm. 1959)
- 1875 – Iwan Teodorowicz, radziecki polityk pochodzenia polskiego (zm. 1937)
- 1876 – Stanisław Kętrzyński, polski historyk, dyplomata (zm. 1950)
- 1877 – Katherine Sophie Dreier, amerykańska malarka (zm. 1952)
- 1879 – Ewa Łuskina, polska poetka, pisarka (zm. 1942)
- 1881:
  - Emīlija Benjamiņa, łotewska dziennikarka, wydawczyni, przedsiębiorczyni (zm. 1941)
  - Willy Gilbert, norweski żeglarz sportowy (zm. 1956)
- 1882 – Károly Huszár, węgierski polityk, premier i tymczasowy prezydent Węgier (zm. 1941)
- 1884 – Herbert Johanson, estoński architekt (zm. 1964)
- 1885:
  - Berthold Altaner, niemiecki duchowny katolicki, patrolog, historyk Kościoła (zm. 1964)
  - Carmine Gallone, włoski reżyser i scenarzysta filmowy (zm. 1973)
  - Dora Pejačević, chorwacka kompozytorka (zm. 1923)
- 1886:
  - Hilda Doolittle, amerykańska poetka, pisarka (zm. 1961)
  - Willem de Vries Lentsch, holenderski żeglarz sportowy (zm. 1980)
- 1887:
  - Hermann Becker, niemiecki pilot wojskowy, as myśliwski (zm. 1970)
  - Giovanni Gronchi, włoski polityk, prezydent Włoch (zm. 1978)
  - Paul Johner, szwajcarski szachista, kompozytor szachowy (zm. 1938)
  - Icchak Löwy, polski aktor pochodzenia żydowskiego (zm. 1942)
  - Rudolf Schindler, amerykański architekt pochodzenia austriackiego (zm. 1953)
- 1888:
  - Jan Bocheński, polski malarz, grafik (zm. 1944)
  - Stanisław Nehring, polski samorządowiec, polityk, poseł na Sejm RP (zm. 1934)
- 1890:
  - Ichiya Kumagae, japoński tenisista (zm. 1968)
  - Franz Werfel, austriacki pisarz (zm. 1945)
  - Mortimer Wheeler, brytyjski archeolog (zm. 1976)
- 1891:
  - Ignacy Matuszewski, polski pułkownik dyplomowany piechoty, żołnierz wywiadu wojskowego, działacz sportowy, publicysta, dyplomata, polityk, minister skarbu (zm. 1946)
  - Roman Witorzeniec, polski generał brygady (zm. 1962)
- 1892:
  - Arthur Compton, amerykański fizyk, laureat Nagrody Nobla (zm. 1962)
  - Mieczysław Myszkiewicz, polski aktor (zm. 1943)
  - Antoni Roman, polski dyplomata, polityk, minister przemysłu i handlu, senator RP (zm. 1951)
  - Al St. John, amerykański aktor (zm. 1963)
- 1893:
  - Johanna Bormann, niemiecka nadzorczyni w obozach koncentracyjnych, zbrodniarka wojenna (zm. 1945)
  - Maria de Jesus, portugalska superstulatka (zm. 2009)
- 1894:
  - Kazimierz Dzieliński, polski major, malarz (zm. 1955)
  - Zygmunt Wdowiszewski, polski porucznik, historyk, genealog, heraldyk, archiwista, numizmatyk, wykładowca akademicki (zm. 1978)
  - Ryszard Wiszowaty, polski major kawalerii, działacz emigracyjny (zm. 1971)
  - Janusz Woliński, polski historyk, wykładowca akademicki (zm. 1970)
- 1895:
  - Melville Herskovits, amerykański antropolog, afrykanista pochodzenia żydowskiego (zm. 1963)
  - Władysław Matecki, polski neurolog, psychiatra, psychoanalityk (zm. 1941)
- 1896:
  - Adele Astaire, amerykańska tancerka pochodzenia żydowsko-niemieckiego (zm. 1981)
  - Harold Albert Kullberg, amerykański pilot wojskowy, as myśliwski (zm. 1924)
  - Edgar McCloughry, australijski pilot wojskowy, as myśliwski (zm. 1972)
- 1897:
  - Georges Bataille, francuski filozof, prozaik, poeta, eseista (zm. 1962)
  - Willen Dick, niemiecki i czechosłowacki skoczek narciarski, kombinator norweski (zm. 1980)
  - Otto Strasser, niemiecki polityk (zm. 1974)
- 1898 – Bessie Love, amerykańska aktorka (zm. 1986)
- 1899:
  - Antoni Laskowski, polski oficer (zm. 1940)
  - Wolf Messing, polsko-radziecki jasnowidz pochodzenia żydowskiego (zm. 1974)
- 1900:
  - Jadwiga Krasicka, polska historyk (zm. 1944)
  - Siergiej Ogolcow, radziecki funkcjonariusz organów bezpieczeństwa, generał major (zm. 1976)
- 1901:
  - Ho Feng-Shan, chiński dyplomata, Sprawiedliwy wśród Narodów Świata (zm. 1997)
  - Raymond Kegeris, amerykański pływak (zm. 1975)
  - Ondino Viera, urugwajski piłkarz, trener (zm. 1997)
- 1902 – Charles Pannell, brytyjski arystokrata, polityk (zm. 1980)
- 1903:
  - Iwan Klimow, radziecki polityk (zm. 1991)
  - Stanisław Nowkuński, polski konstruktor silników lotniczych (zm. 1936)
  - Georges de Rham, szwajcarski matematyk, wykładowca akademicki (zm. 1990)
  - Eric Svensson, szwedzki lekkoatleta, skoczek w dal i trójskoczek (zm. 1986)
  - Janusz Witwicki, polski architekt, historyk sztuki (zm. 1946)
  - Iwan Własow, radziecki polityk (zm. 1969)
- 1904:
  - Juan José Arévalo, gwatemalski pisarz, pedagog, filozof, polityk, prezydent Gwatemali (zm. 1990)
  - Humberto Elgueta, chilijski piłkarz (zm. 1976)
  - János Hajdú, węgierski florecista (zm. 1981)
  - Alfred Kiss, niemiecki fotograf (zm. 1945)
  - Franciszek Leszek Klima, polski geograf, nauczyciel, autor podręczników (zm. 1986)
- 1905:
  - Eugène Aisberg, francuski dziennikarz naukowy pochodzenia rosyjskiego (zm. 1980)
  - Ibrahim Biçaku, albański polityk, premier Albanii (zm. 1977)
- 1906 – Ruth Stafford Peale, amerykańska działaczka religijna (zm. 2008)
- 1907 – Marian Konopiński, polski duchowny katolicki, męczennik, błogosławiony (zm. 1943)
- 1908:
  - Władysław Dworakowski, polski polityk, wicepremier (zm. 1976)
  - Irena Kuczborska, polska graficzka (zm. 1971)
- 1909:
  - Witold Henryk Paryski, polski krajoznawca, taternik, przewodnik tatrzański (zm. 2000)
  - Józef Pieracki, polski aktor (zm. 1988)
- 1910:
  - Paul Aeby, szwajcarski piłkarz (zm. ?)
  - Franz Hengsbach, niemiecki duchowny katolicki, biskup Essen, kardynał (zm. 1991)
  - Andrzej Kulesza, polski trener koszykówki (zm. 1977)
  - Gustav Sule, estoński lekkoatleta, oszczepnik (zm. 1942)
- 1911:
  - Jaap van der Leck, holenderski trener piłkarski (zm. 2000)
  - Nelly Omar, argentyńska aktorka, piosenkarka (zm. 2013)
  - Renée Simonot, francuska aktorka (zm. 2021)
  - Frithjof Ulleberg, norweski piłkarz (zm. 1993)
- 1912 – Zdzisław Górniak, polski porucznik obserwator (zm. 1939)
- 1913:
  - Mieczysław Pimpicki, polski chirurg, żołnierz AK (zm. 2008)
  - Wacław Żdżarski, polski historyk, dziennikarz, fotograf, krytyk filmowy (zm. 1983)
- 1914 – Robert Wise, amerykański reżyser i montażysta filmowy (zm. 2005)
- 1915:
  - Hasse Ekman, szwedzki aktor, reżyser i scenarzysta filmowy (zm. 2004)
  - Edmond O’Brien, amerykański aktor (zm. 1985)
  - David Shugar, polsko-kanadyjski biofizyk, wykładowca akademicki (zm. 2015)
- 1916 – Bronisław Onufry Kopczyński, polski kompozytor, dyrygent, poeta, publicysta (zm. 1943)
- 1917 – Günter Bandmann, niemiecki historyk sztuki (zm. 1975)
- 1918:
  - Anna Bidwell, polska tłumaczka, dziennikarka (zm. 1993)
  - Ruta Czaplińska, polska działaczka NZW (zm. 2008)
- 1919:
  - Aleksandr Krajnow, radziecki generał major (zm. 1977)
  - Jan Rostworowski, polski poeta, prozaik (zm. 1975)
- 1920:
  - Jerzy Chodorowski, polski prawnik, wykładowca akademicki (zm. 2011)
  - Raoul Naroll, amerykański antropolog kulturowy (zm. 1985)
  - Calyampudi Radhakrishna Rao, indyjski matematyk, statystyk (zm. 2023)
- 1921:
  - Alfred Bengsch, niemiecki duchowny katolicki, biskup Berlina, kardynał (zm. 1979)
  - Joann Lõssov, estoński koszykarz (zm. 2000)
- 1923:
  - Uri Awneri, izraelski aktywista pokojowy, polityk, publicysta (zm. 2018)
  - Szemu’el Noach Eisenstadt, izraelski socjolog (zm. 2010)
  - Alfredo Nobre da Costa, portugalski inżynier, polityk, premier Portugalii (zm. 1996)
- 1924:
  - František Benhart, czeski historyk i krytyk literacki, redaktor, tłumacz (zm. 2006)
  - Ted Kluszewski, amerykański baseballista pochodzenia polskiego (zm. 1988)
  - Boyd K. Packer, amerykański przywódca religijny, pedagog i misjonarz mormoński (zm. 2015)
  - Machmud Umarow, radziecki strzelec sportowy (zm. 1961)
- 1925:
  - Madame Max Adolphe, haitańska polityczka
  - Roy Brown, amerykański wokalista, pianista i kompozytor bluesowy i rhythmandbluesowy (zm. 1981)
  - Dimitrios Ewrijenis, grecki prawnik, wykładowca akademicki, polityk, eurodeputowany, sędzia Europejskiego Trybunału Praw Człowieka (zm. 1986)
  - Hieronim Rybicki, polski historyk (zm. 2021)

- - Hubert Hammerer, austriacki strzelec sportowy (zm. 2017)
  - Hieronim Rybicki, polski historyk (zm. 2021)
- 1926:
  - Ladislav Adamec, czechosłowacki polityk, premier Czechosłowacji (zm. 2007)
  - Beryl Cook, brytyjska malarka (zm. 2008)
- 1927:
  - Ryszard Łużny, polski filolog, historyk literatury i kultury wschodniosłowiańskiej, komparatysta, tłumacz (zm. 1998)
  - Zbigniew Starnowski, polski kapral podchorąży, żołnierz AK, uczestnik powstania warszawskiego (zm. 1944)
- 1928:
  - Zbigniew Kowal, polski naukowiec, profesor nauk technicznych (zm. 2022)
  - Jean Vanier, kanadyjski filantrop, działacz społeczny, organizator wspólnot religijnych L’Arche (zm. 2019)
- 1929:
  - János Bédl, węgierski trener piłkarski (zm. 1987)
  - Jan Geppert, polski malarz (zm. 2017)
  - Olga Krzyżanowska, polska lekarka, polityk, wicemarszałek Sejmu, senator RP (zm. 2018)
  - Henryk Lewandowski, polski działacz środowisk represjonowanych i kombatantów żydowskich II wojny światowej (zm. 2008)
  - Edmund Majkowski, polski rzeźbiarz (zm. 2009)
  - Arnold Palmer, amerykański golfista (zm. 2016)
  - Kazimierz Polus, polski seryjny morderca, pedofil (zm. 1985)
  - Zofia Wielowieyska, polska żeglarka, taterniczka, działaczka katolicka (zm. 2022)
- 1930:
  - Ivan Aralica, chorwacki pisarz, scenarzysta filmowy, polityk
  - Jesús Garay, hiszpański piłkarz (zm. 1995)
  - Jiří Hálek, czeski aktor (zm. 2020)
  - Kiyohiro Miura, japoński pisarz
- 1931:
  - Philip Baker Hall, amerykański aktor (zm. 2022)
  - Zdzisław Nikodem, polski śpiewak operowy (tenor) (zm. 2012)
  - Lusjena Owczinnikowa, rosyjska aktorka (zm. 1999)
  - Bohdan Sienkiewicz, polski dziennikarz, marynista (zm. 2021)
- 1932:
  - Bo Goldman, amerykański scenarzysta filmowy i teatralny (zm. 2023)
  - Jerzy Knyba, polski historyk, działacz społeczny (zm. 2010)
  - Félix Malloum, czadyjski generał, polityk, prezydent Czadu (zm. 2009)
  - Zbigniew Szczurek, polski prawnik, sędzia (zm. 2023)
- 1933:
  - Jewgienij Chrunow, radziecki pilot wojskowy, kosmonauta (zm. 2000)
  - Tibor Gánti, węgierski biolog, biochemik (zm. 2009)
  - Karl Lagerfeld, niemiecki projektant mody (zm. 2019)
  - Irena Pomorska, polska egiptolog, archeolog (zm. 2008)
  - Mateusz Święcicki, polski kompozytor, aranżer, publicysta, dziennikarz radiowy (zm. 1985)
- 1934:
  - Henryk Chmielewski, polski neurolog, generał brygady, polityk, poseł na Sejm PRL (zm. 2018)
  - Roger Maris, amerykański baseballista (zm. 1985)
- 1935:
  - Giacomo Losi, włoski piłkarz, trener (zm. 2024)
  - Mikołaj Melanowicz, polski japonista
  - Mary Oliver, amerykańska pisarka, poetka (zm. 2019)
- 1936:
  - Jan Lála, czeski piłkarz
  - Dimityr Łargow, bułgarski piłkarz (zm. 2020)
  - Lech Walasek, polski nefrolog (zm. 2024)
  - Mirosław Żak, polski geodeta, profesor nauk technicznych (zm. 2025)
- 1937:
  - Jared Diamond, amerykański biolog, fizjolog, biogeograf, ornitolog, podróżnik pochodzenia żydowskiego
  - Jacek Ejsmond, polski dziennikarz, socjolog, nauczyciel akademicki, pisarz (zm. 2013)
  - Refa’el Ederi, izraelski polityk, minister ochrony środowiska (zm. 2024)
  - Teresa Walewska-Przyjałkowska, polska działaczka społeczna, wiceprezes Fundacji „Golgota Wschodu” (zm. 2010)
- 1938 – James Trefil, amerykański fizyk, pisarz
- 1939:
  - Elżbieta Chojnacka, polska klawesynistka (zm. 2017)
  - Cynthia Lennon, Brytyjka, pierwsza żona Johna (zm. 2015)
- 1940:
  - Roy Ayers, amerykański muzyk, wibrafonista i kompozytor funkowy, soulowy i jazzowy (zm. 2025)
  - Stanisław Gomułka, polski ekonomista, fizyk, wykładowca akademicki
  - Wołodymyr Iwanow, ukraiński siatkarz, trener
  - Svend Aage Jensby, duński prawnik, polityk
- 1941:
  - Rosendo Balinas, filipiński szachista (zm. 1998)
  - Stephen Jay Gould, amerykański paleontolog, publicysta (zm. 2002)
  - Christopher Hogwood, brytyjski dyrygent, klawesynista, teoretyk muzyki (zm. 2014)
  - Jozef Koršala, słowacki taternik, alpinista, przewodnik tatrzański, ratownik górski
  - Wojciech Pawłowski, polski lekarz internista, polityk, senator RP (zm. 2012)
- 1942:
  - Guido Daccò, włoski kierowca wyścigowy (zm. 2006)
  - Józef Janduda, polski piłkarz
- 1943:
  - Tor Edvin Dahl, norweski prozaik, dramaturg, dziennikarz, krytyk literacki
  - Superstar Billy Graham, amerykański wrestler (zm. 2023)
  - Horst-Dieter Höttges, niemiecki piłkarz (zm. 2023)
  - Stefan Knothe, polski aktor
  - Aleksander Łuczak, polski historyk, polityk, poseł na Sejm RP, minister edukacji narodowej, wicepremier (zm. 2023)
- 1944:
  - Thomas Allen, brytyjski śpiewak operowy (baryton)
  - Walerij Sinau, rosyjski piłkarz, trener (zm. 2023)
- 1945:
  - Leszek Ciuka, polski bokser, aktor niezawodowy
  - José Feliciano, portorykański piosenkarz, gitarzysta, kompozytor, autor tekstów
  - Tadeusz Kotlarczyk, polski piłkarz (zm. 2022)
- 1946:
  - Michèle Alliot-Marie, francuska prawnik, polityk
  - Tamara Bołdak-Janowska, polska pisarka, poetka, eseistka
  - Marian Cholerek, polski reżyser, scenarzysta i producent filmów animowanych
  - Elisa Maria Damião, portugalska działaczka związkowa, polityk, eurodeputowana (zm. 2022)
  - Jim Hines, amerykański lekkoatleta, sprinter (zm. 2023)
  - Krzysztof Kasprzyk, polski poeta, działacz polonijny
  - Miłowit Kuniński, polski historyk filozofii, filozof polityczny (zm. 2018)
  - Don Powell, brytyjski gitarzysta, członek zespołu Slade
- 1947:
  - Krystyna Kaźmierczak, polska koszykarka
  - Jacek Sawaszkiewicz, polski pisarz science fiction, satyryk (zm. 1999)
  - Jacek Starościak, polski dyplomata, samorządowiec, prezydent Gdańska (zm. 2021)
- 1948:
  - Bob Lanier, amerykański koszykarz (zm. 2022)
  - Charles Simonyi, amerykański informatyk, turysta kosmiczny
  - Willie Sojourner, amerykański koszykarz (zm. 2005)
- 1949:
  - Zbigniew Bela, polski pisarz (zm. 2018)
  - Małgorzata Bocheńska, polska dziennikarka, animatorka kultury, publicystka (zm. 2018)
  - Marek Jasiński, polski kompozytor (zm. 2010)
  - Janusz Kazimierz Krzyżewski, polski polityk, samorządowiec, marszałek województwa podlaskiego
  - Wiktor Paskow, bułgarski pisarz (zm. 2009)
  - Leszek Wierzchowski, polski polityk, poeta, dramaturg
- 1950:
  - Julio Baylón, peruwiański piłkarz (zm. 2004)
  - Tadeusz Adam Jakubiak, polski historyk, działacz społeczny (zm. 1996)
  - Stanisław Kracik, polski samorządowiec, polityk, poseł na Sejm RP, burmistrz Niepołomic, wojewoda małopolski
  - Joe Perry, amerykański gitarzysta, wokalista, członek zespołu Aerosmith
- 1951:
  - Eliseo Alberto, kubański prozaik, poeta, scenarzysta filmowy (zm. 2011)
  - Harry Groener, amerykański aktor
  - Muhammad Hammad, egipski zapaśnik
  - Milojka Kolar, słoweńska ekonomistka, polityk
  - Jacek Lipowczan, polski malarz, grafik, scenograf
  - Luc Millecamps, belgijski piłkarz
  - Yoshiharu Minami, japoński judoka
  - Harry Roesli, indonezyjski piosenkarz, kompozytor (zm. 2004)
  - Albert Wynn, amerykański polityk
- 1952:
  - Paulo Betti, brazylijski aktor, reżyser i producent filmowy
  - Bruno Giacomelli, włoski kierowca wyścigowy
  - Margitta Pufe, niemiecka lekkoatletka, kulomiotka i dyskobolka
  - György Tatár, węgierski piłkarz (zm. 2024)
  - Zdzisław Zawadzki, polski basista, członek zespołów Breakout i Perfect (zm. 1998)
- 1953:
  - Pat Cadigan, amerykańska pisarka science fiction
  - Amy Irving, amerykańska aktorka
  - Peter Tatár, słowacki lekarz, samorządowiec, polityk
- 1954:
  - Silvia Chivás, kubańska lekkoatletka, sprinterka
  - Irena Krogulska, polska siatkarka
  - Zbigniew Mączka, polski polityk, poseł na Sejm RP
  - Fred Olen Ray, amerykański wrestler, reżyser, scenarzysta i producent filmowy
  - Don Wilson, amerykański kick-boxer, aktor
- 1955:
  - Piotr Bykowski, polski przedsiębiorca
  - Marja-Liisa Kirvesniemi, fińska biegaczka narciarska
  - Pat Mastelotto, amerykański perkusista, członek zespołów: King Crimson i XTC
  - Józef Mozolewski, polski związkowiec, polityk, poseł na Sejm RP
  - Mike Glenn, amerykański koszykarz, analityk, dziennikarz, komisarz sportowy
- 1956:
  - Henrik Agerbeck, duński piłkarz
  - Giancarlo Galan, włoski polityk
  - Adam Rozlach, polski dziennikarz muzyczny
  - Danuta Rynkiewicz, polska aktorka
- 1957:
  - Carol Decker, brytyjska wokalistka, autorka tekstów, członkini zespołu T’Pau
  - Dorota Gonet, polska muzykolog, dziennikarka muzyczna (zm. 2016)
  - Paweł Huelle, polski pisarz (zm. 2023)
  - Andreï Makine, francuski pisarz pochodzenia rosyjskiego
  - Czesław Rybka, polski nauczyciel, samorządowiec, polityk, senator RP
  - Murat Ziazikow, rosyjski wojskowy, polityk pochodzenia kirgiskiego, prezydent Inguszetii
- 1958:
  - Chris Columbus, amerykański reżyser, scenarzysta i producent filmowy
  - Siobhan Fahey, irlandzka wokalistka, muzyk, autorka tekstów, członkini zespołów Bananarama i Shakespears Sister
  - Anna Malm, polska mikrobiolog, profesor nauk farmaceutycznych
- 1959:
  - Jason Grimes, amerykański lekkoatleta, skoczek w dal
  - Agustín Rodríguez Santiago, hiszpański piłkarz, bramkarz
- 1960:
  - Alison Bechdel, amerykańska autorka komiksów
  - Colin Firth, brytyjski aktor
  - Harald Krassnitzer, austriacki aktor
  - Leo Lainer, austriacki piłkarz
  - Ainars Mielavs, łotewski piosenkarz, kompozytor, muzyk, autor tekstów
- 1961:
  - Andrzej Dera, polski prawnik, polityk, poseł na Sejm RP
  - Jörg Freimuth, niemiecki lekkoatleta, skoczek wzwyż
  - Alberto Núñez Feijóo, hiszpański polityk, prezydent Galicji
  - Dimitrie Popescu, rumuński wioślarz (zm. 2023)
  - Wesley Simina, mikronezyjski polityk, prezydent Mikronezji
  - Marisa Sistach, meksykańska reżyserka, scenarzystka, montażystka i producentka filmowa
  - Ian Stewart, północnoirlandzki piłkarz
- 1962:
  - Kaija Koo, fińska piosenkarka
  - Lucyna Siejka-Juzwa, polska hokeistka na trawie
- 1963:
  - Bassel Fleihan, libański ekonomista, polityk (zm. 2005)
  - Björn Johansson, szwedzki kolarz szosowy
  - Randy Johnson, amerykański baseballista
  - Jay Laga’aia, nowozelandzki aktor, piosenkarz
  - Wujadin Stanojkowiḱ, macedoński piłkarz, trener
  - Bill Stevenson, amerykański perkusista, członek zespołów: All, Black Flag, Descendents, The Lemonheads i Only Crime
  - Przemysław Żurawski vel Grajewski, polski politolog, nauczyciel akademicki
  - Radosław Żurawski vel Grajewski, polski historyk, wykładowca akademicki
- 1964:
  - Christine Cicot, francuska judoczka
  - Jegor Letow, rosyjski wokalista, członek zespołu Grażdanskaja Oborona (zm. 2008)
  - Jack Ma, chiński przedsiębiorca
  - John E. Sununu, amerykański polityk, senator
- 1965:
  - Fahad Al-Bishi, saudyjski piłkarz
  - Pierre Camara, francuski lekkoatleta, trójskoczek
  - Barbara Chrobak, polska urzędniczka, działaczka związkowa, polityk, poseł na Sejm RP
  - Atul Kulkarni, indyjski aktor
  - Pål Lydersen, norweski piłkarz
  - Dimityr Wasew, bułgarski piłkarz, trener
- 1966:
  - Ondrej Krištofík, słowacki piłkarz
  - Joe Nieuwendyk, kanadyjski hokeista
  - Anke von Seck, niemiecka kajakarka
- 1967:
  - Andreas Heraf, austriacki piłkarz, trener
  - Michał Jarmicki, polski aktor
  - Piotr Kamrowski, polski judoka
  - Nina Repeta, amerykańska aktorka
  - Elina Stefanowska, rosyjska koszykarka
- 1968:
  - Big Daddy Kane, amerykański raper
  - Girolamo Giovinazzo, włoski judoka
  - Deon Hemmings, jamajska lekkoatletka, płotkarka i sprinterka
  - Andreas Herzog, austriacki piłkarz, trener
  - Juan Maldacena, argentyński fizyk teoretyczny
  - Guy Ritchie, brytyjski reżyser i scenarzysta filmowy
- 1969:
  - Ai Jing, chińska piosenkarka
  - Adam Grad, polski piłkarz (zm. 2015)
  - Václav Klaus (syn), czeski nauczyciel, polityk
  - Cristián Roncagliolo, chilijski duchowny katolicki, biskup pomocniczy Santiago de Chile
  - Johnathon Schaech, amerykański model, aktor, reżyser, scenarzysta i producent filmowy
- 1970:
  - Jacek Grondowy, polski aktor
  - Julie Halard-Decugis, francuska tenisistka
- 1971:
  - Carmen Haage, niemiecka lekkoatletka, tyczkarka
  - Hałyna Kyjaszko, ukraińska aktorka
  - Piotr Sowisz, polski piłkarz
- 1972:
  - James Duval, amerykański aktor
  - Talia Jakowidu, grecka lekkoatletka, tyczkarka
  - Ghada Shouaa, syryjska lekkoatletka, wieloboistka
  - Bente Skari, norweska biegaczka narciarska
  - Monika Stefaniak, polska aktorka
- 1973:
  - Choi Yong-soo, południowokoreański piłkarz
  - Ferdinand Coly, senegalski piłkarz
  - György Dragomán, węgierski pisarz, tłumacz
  - Víctor González, meksykański aktor
  - Mark Huizinga, holenderski judoka
- 1974:
  - Serena Amato, argentyńska żeglarka sportowa
  - Sandra Cacic, amerykańska tenisistka pochodzenia chorwackiego
  - Francis Chansa, kongijski piłkarz, bramkarz
  - Mirko Filipović, chorwacki zawodnik sportów walki
  - Hardy Hard, niemiecki didżej, twórca muzyki elektronicznej
  - Michał Łabenda, polski arabista, dyplomata
  - Javi Moreno, hiszpański piłkarz
  - Christina Oertli, niemiecka zapaśniczka
  - Ryan Phillippe, amerykański aktor
  - Walerij Popow, rosyjski szachista
  - Tomasz Terlikowski, polski dziennikarz, publicysta, pisarz, filozof, działacz katolicki
  - Jussi Välimäki, fiński kierowca rajdowy
  - Ben Wallace, amerykański koszykarz
  - Gábor Zavadszky, węgierski piłkarz
- 1975:
  - Kyle Bornheimer, amerykański aktor, komik
  - Stefan Havlik, słowacki kulturysta, model, żołnierz
  - Viktor Kassai, węgierski sędzia piłkarski
  - Grażyna Penc, polska lekkoatletka, biegaczka średniodystansowa
  - Seo Sang-myung, południowokoreański zapaśnik
  - Nobuhisa Yamada, japoński piłkarz
- 1976:
  - Stefan Bockelmann, niemiecki aktor
  - Łukasz Brzózka, polski koszykarz
  - Federico Gasperoni, sanmaryński piłkarz, bramkarz
  - Mourad Hdiouad, marokański piłkarz
  - Greg Henderson, nowozelandzki kolarz szosowy i torowy
  - Kim Joo-ryoung, południowokoreańska aktorka
  - Gustavo Kuerten, brazylijski tenisista
  - Snežana Malović, serbska prawnik, polityk
  - Reinder Nummerdor, holenderski siatkarz
  - Pompiliu Stoica, rumuński piłkarz
- 1977:
  - Massimo Bulleri, włoski koszykarz, trener
  - Łukasz Gibała, polski przedsiębiorca, polityk, poseł na Sejm RP
  - Trudi Musgrave, australijska tenisistka
  - Arkadiusz Nowinowski, polski szablista
  - Bernardo Romeo, argentyński piłkarz
- 1978:
  - Carlos Castro, kostarykański piłkarz
  - Mohamed Farouk, egipski piłkarz
  - Nepes Gukulow, turkmeński zapaśnik
  - Mohamed Jedidi, tunezyjski piłkarz
  - Jake Muxworthy, amerykański aktor
  - Ramūnas Šiškauskas, litewski koszykarz
  - Björn Strid, szwedzki muzyk, wokalista, członek zespołów: Soilwork, Dog Faced Gods, Terror 2000, Darkane i I Legion
- 1979:
  - Anna Brodacka, polska siatkarka
  - Mustis, norweski muzyk, kompozytor, członek zespołów: Dimmu Borgir i Susperia
  - Jurij Nawarenko, ukraiński hokeista
  - Elżbieta Olszewska, polska piłkarka ręczna
  - Marcin Orzeszek, polski samorządowiec, burmistrz Ząbkowic Śląskich
  - Laia Palau, hiszpańska koszykarka
  - Jocelyn Penn, amerykańska koszykarka
  - Jacob Young, amerykański aktor, piosenkarz
- 1980:
  - Katherine Calder, australijska biegaczka narciarska
  - Adama Coulibaly, malijski piłkarz
  - Timothy Goebel, amerykański łyżwiarz figurowy
  - Łukasz Kulik, polski samorządowiec, prezydent Ostrołęki
  - Dirceu Pinto, brazylijski sportowiec, uprawiający boccię (zm. 2020)
  - Raema Lisa Rumbewas, indonezyjska sztangistka (zm. 2024)
  - Tahar Tamsamani, marokański bokser
  - Mikey Way, amerykański basista, członek zespołu My Chemical Romance
- 1981:
  - Paulina Brzeźna-Bentkowska, polska kolarka szosowa
  - Marco Chiudinelli, szwajcarski tenisista
  - Germán Denis, argentyński piłkarz
  - José Moreno, kolumbijski piłkarz
  - Filippo Pozzato, włoski kolarz szosowy
  - Wang Dong, chiński piłkarz
  - Jay Williams, amerykański koszykarz
- 1982:
  - Marija Filipowa, bułgarska siatkarka
  - Katarzyna Galica, polska siatkarka
  - Łukasz Kohut, polski politolog, polityk, eurodeputowany
  - Staffan Kronwall, szwedzki hokeista
  - Naldo, brazylijski piłkarz
- 1983:
  - Fernando Belluschi, argentyński piłkarz
  - Jérémy Toulalan, francuski piłkarz
  - Joey Votto, kanadyjski baseballista
- 1984:
  - Matthew Followill, amerykański gitarzysta, członek zespołu Kings of Leon
  - Magdalena Głuszak, polska siatkarka
  - Lukáš Hlava, czeski skoczek narciarski
  - Ismail Ahmed Ismail, sudański lekkoatleta, średniodystansowiec
  - Alina Levshin, niemiecka aktorka
  - Christopher Sutton, australijski kolarz szosowy i torowy
  - Harry Treadaway, brytyjski aktor
- 1985:
  - David Clarkson, szkocki piłkarz
  - Alesha Deesing, amerykańska siatkarka
  - Agnieszka Jochymek, polska piłkarka ręczna
  - Aya Kamiki, japońska aktorka, modelka, wokalistka, członkini zespołu UROBOROS
  - Laurent Koscielny, francuski piłkarz pochodzenia polskiego
  - Elyse Levesque, kanadyjska aktorka
  - Shōta Matsuda, japoński aktor
  - Wilfred Velásquez, gwatemalski piłkarz
  - Neil Walker, amerykański baseballista
- 1986:
  - Francis Litsingi, kongijski piłkarz
  - Angel McCoughtry, amerykańska koszykarka
- 1987:
  - Malwina Bakalarz, polska blogerka, pisarka
  - Dan Benson, amerykański aktor
  - Ivan Franjic, australijski piłkarz pochodzenia chorwackiego
  - Paul Goldschmidt, amerykański baseballista
  - Elio Verde, włoski judoka
- 1988:
  - Agnieszka Lewandowska, polska lekkoatletka, oszczepniczka
  - Anthony Obame, gaboński taekwondzista
  - Katarzyna Olczyk, polska siatkarka
  - Awi Rikan, izraelski piłkarz
  - Coco Rocha, kanadyjska modelka, tancerka
  - Jordan Staal, kanadyjski hokeista
- 1989:
  - Tomáš Fabián, czeski piłkarz
  - Alexa Glatch, amerykańska tenisistka
  - Matt Ritchie, szkocki piłkarz pochodzenia angielskiego
  - Younousse Sankharé, francuski piłkarz pochodzenia maureatańskiego
  - Dmitrij Szczerbinin, rosyjski siatkarz
- 1990:
  - André Almeida, portugalski piłkarz
  - Abdulaziz Hussain, emiracki piłkarz
  - Ørjan Nyland, norweski piłkarz, bramkarz
  - Julia Sobiesiak, polska aktorka
  - Joyce Sombroek, holenderska hokeistka na trawie, bramkarka
- 1991:
  - Lisvel Eve-Castillo, dominikańska siatkarka
  - Ilona Janyst, polska aktorka
  - Sam Morsy, egipski piłkarz
  - Nicola Sansone, włoski piłkarz
- 1992:
  - Muhamed Bešić, bośniacki piłkarz
  - Fredrik Gulbrandsen, norweski piłkarz
  - Ricky Ledo, amerykański koszykarz pochodzenia portorykańskiego
  - Ayub Masika, kenijski piłkarz
- 1993:
  - Đorđe Crnomarković, serbski piłkarz
  - José Luis Gómez, argentyński piłkarz
  - Ricarda Haaser, austriacka narciarka alpejska
  - Roman Murtazajew, kazachski piłkarz
  - Ruggero Pasquarelli, włoski piosenkarz
  - Gabriela Pietrucha, polska aktorka
  - Taylor Simpson, amerykańska siatkarka
  - Rok Sirk, słoweński piłkarz
  - Konrad Wrzesiński, polski piłkarz
- 1994:
  - Cain Attard, maltański piłkarz
  - José Manzaneda, peruwiański piłkarz
  - Mahdi Torabi, irański piłkarz
- 1995:
  - Jack Grealish, angielski piłkarz
  - Roberts Ozols, łotewski piłkarz, bramkarz
- 1996:
  - Juliët Lohuis, holenderska siatkarka
  - Alanna Smith, australijska koszykarka
  - Quinndary Weatherspoon, amerykański koszykarz
  - Jakub Wikłacz, polski zawodnik MMA
- 1997:
  - Nelson Senkatuka, ugandyjski piłkarz
  - Troy Terry, amerykański hokeista
- 1998:
  - Anna Blinkowa, rosyjska tenisistka
  - Jairo Bueno, dominikański piłkarz
  - Sheck Wes, amerykański raper, autor tekstów, model
  - Daiki Suga, japoński piłkarz
- 1999:
  - Bruno Méndez, urugwajski piłkarz
  - Steffie van der Peet, holenderska kolarka torowa
  - Ivana Raca, serbsko-cypryjska koszykarka
- 2000:
  - Tang Qianhui, chińska tenisistka
  - Dmitrij Woronkow, rosyjski hokeista
- 2001:
  - Armando Broja, albański piłkarz
  - Yuzuka Inagaki, japońska zapaśniczka
  - Ajna Késely, węgierska pływaczka
- 2002 – Fernando Garcete, paragwajski piłkarz
- 2003 – Diego Gómez, meksykański piłkarz
- 2004 – Oona Brown, amerykańska łyżwiarka figurowa
- 2006 – Miłosz Redzimski, polski tenisista stołowy

## Zmarli
- 210 p.n.e. – Qin Shi Huang, pierwszy cesarz Chin (ur. 259 p.n.e.)
- 918 – Baldwin II Łysy, hrabia Flandrii (ur. ok. 863)
- 954 – Ludwik IV Zamorski, król zachodniofrankijski (ur. 920)
- 1056 – Wilhelm, margrabia Marchii Północnej (ur. ?)
- 1167 – Matylda, cesarzowa Niemiec (ur. 1102)
- 1197 – Henryk II z Szampanii, hrabia Szampanii, król Jerozolimy (ur. 1166)
- 1281 – Jan II, margrabia Brandenburgii (ur. ?)
- 1305 – Mikołaj z Tolentino, włoski augustianin, święty (ur. 1245)
- 1308 – Go-Nijō, cesarz Japonii (ur. 1285)
- 1334 – (lub 1332) Guillaume Durand z Saint-Pourçain, francuski duchowny katolicki, dominikanin, biskup Limoux, Le Puy-en-Velay i Meaux, teolog, filozof (ur. ?)
- 1382 – Ludwik Węgierski, król Polski i Węgier (ur. 1326)
- 1384 – Joanna de Penthievre, księżna Bretanii (ur. 1319)
- 1419 – Jan bez Trwogi, książę Burgundii (ur. 1371)
- 1439 – Konrad V Kącki, książę oleśnicki (ur. ?)
- 1454 – Bolesław IV, książę warszawski (ur. ok. 1421)
- 1482 – Federico da Montefeltro, włoski kondotier (ur. 1422)
- 1504:
  - Francisco Desprats, hiszpański duchowny katolicki, biskup León, kardynał (ur. 1454)
  - Filibert II Piękny, książę Sabaudii (ur. 1480)
- 1507 – Antoniotto Pallavicini, włoski kardynał (ur. 1441)
- 1538 – Louis de Rochette, francuski dominikanin, inkwizytor (ur. ?)
- 1547 – Piotr Alojzy Farnese, włoski kondotier, książę Parmy i Piacenzy (ur. 1503)
- 1566 – Giovanni Valentino Gentile, włoski działacz reformacyjny, teolog, pisarz (ur. ok. 1520)
- 1578 – Pierre Lescot, francuski architekt (ur. ok. 1510)
- 1591 – Richard Grenville, angielski korsarz, odkrywca (ur. 1542)
- 1604 – William Morgan, walijski biskup anglikański, tłumacz i wydawca Biblii (ur. 1545)
- 1605 – Adam Weisskopf, niemiecki duchowny katolicki, biskup pomocniczy wrocławski (ur. 1533)
- 1607 – Luzzasco Luzzaschi, włoski kompozytor, organista, nauczyciel (ur. ok. 1545)
- 1622 – Ofiary prześladowań antykatolickich w Japonii:
  - Łucja de Freitas, japońska tercjarka franciszkańska, męczennica, błogosławiona (ur. ok. 1542)
  - Alfons de Mena, hiszpański dominikanin, misjonarz, męczennik, błogosławiony (ur. 1568)
  - Antoni Hamanomachi, japoński męczennik, błogosławiony (ur. ?)
  - Rufus Ishimoto, japoński męczennik, błogosławiony (ur. ?)
  - Bartłomiej Kawano Shichiemon, japoński męczennik, błogosławiony (ur. ?)
  - Franciszek Morales Sedeño, hiszpański dominikanin, misjonarz, męczennik, błogosławiony (ur. 1567)
  - Maria Murayama, japońska męczennica, błogosławiona (ur. 1589)
  - Paweł Nagaishi, japoński męczennik, błogosławiony (ur. ?)
  - Tekla Nagaishi, japońska męczennica, błogosławiona (ur. ?)
  - Dominik Nakano, japoński męczennik, błogosławiony (ur. 1603)
  - Dominik od Różańca, japoński dominikanin, męczennik, błogosławiony (ur. ok. 1601)
  - Tomasz od Różańca, japoński dominikanin, męczennik, błogosławiony (ur. ok. 1602)
  - Jacek Orfanell Prades, hiszpański dominikanin, misjonarz, męczennik, błogosławiony (ur. 1578)
  - Anioł od św. Wincentego Ferreriusza Orsucci, włoski dominikanin, misjonarz, męczennik, błogosławiony (ur. 1575)
  - Aleksy Sanbashi Saburō, japoński tercjarz dominikański, męczennik, błogosławiony (ur. ok. 1601)
  - Antoni Sanga, japoński męczennik, błogosławiony (ur. ?)
  - Magdalena Sanga, japońska męczennica, błogosławiona (ur. ?)
  - Tomasz Shichirō, japoński męczennik, błogosławiony (ur. 1552)
  - Karol Spinola, włoski jezuita, misjonarz, męczennik, błogosławiony (ur. 1564)
  - Agnieszka Takeya, japońska męczennica, błogosławiona (ur. 1580)
  - Maria Tanaka, japońska tercjarka dominikańska, męczennica, błogosławiona (ur. ?)
  - Paweł Tanaka, japoński tercjarz dominikański, męczennik, błogosławiony (ur. ?)
  - Maria Tanaura, japońska męczennica, błogosławiona (ur. 1577)
  - Dominik Yamada, japoński męczennik, błogosławiony (ur. ?)
  - Klara Yamada, japońska męczennica, błogosławiona (ur. 1580)
  - Maria Yoshida, japońska męczennica, błogosławiona (ur. ?)
  - Apolonia z Nagasaki, japońska męczennica, błogosławiona (ur. ?)
  - Katarzyna z Nagasaki, japońska męczennica, błogosławiona (ur. 1574)
- 1626 – Anna, księżniczka pomorska, księżna meklemburska na Güstrowie i Szwerynie (ur. 1554)
- 1628 – Jakub Hayashida, japoński tercjarz dominikański, męczennik, błogosławiony (ur. ?)
- 1641 – Ambroży Edward Barlow, angielski benedyktyn, męczennik, święty (ur. 1585)
- 1656 – Jan Vekart z Vřesovic, czeski hrabia, generał major w służbie szwedzkiej (ur. po 1623)
- 1669 – Henrietta Maria Burbon, królowa Anglii, Szkocji i Irlandii (ur. 1609)
- 1682 – Friedrich von Jena, niemiecki prawnik, dyplomata, polityk (ur. 1620)
- 1749 – Émilie du Châtelet, francuska matematyk, fizyk, pisarka (ur. 1706)
- 1759:
  - Johann Martin Chladni, niemiecki teolog luterański, historyk (ur. 1710)
  - Zygmunt Dobiński, polski ziemianin, polityk (ur. ?)
- 1761 – Krzysztof Mikołaj Towiański, polski szlachcic, polityk (ur. ?)
- 1777 – Wilhelm, niemiecki arystokrata, hrabia Schaumburg-Lippe, oficer, teoretyk wojskowości (ur. 1724)
- 1789 – Konstanty Pakosz, polski major, członek konfederacji słuckiej (ur. ok. 1732)
- 1797 – Mary Wollstonecraft, brytyjska pisarka, publicystka (ur. 1759)
- 1800 – Johann Christoph von Wöllner, pruski pastor, polityk (ur. 1732)
- 1806 – Johann Christoph Adelung, niemiecki bibliotekarz, leksykograf, germanista (ur. 1732)
- 1817 – Marceli Poniński, polski szlachcic, polityk (ur. 1749)
- 1821:
  - Paweł Chlebowski, polski pijar, pedagog (ur. 1740)
  - Franciszek Zabłocki, polski ksiądz, komediopisarz, poeta, publicysta, tłumacz, wolnomularz (ur. 1752)
- 1827 – Ugo Foscolo, włoski pisarz (ur. 1778)
- 1831 – Jan Tomorowicz, polski chirurg (ur. 1787)
- 1842:
  - William Hobson, nowozelandzki polityk pochodzenia irlandzkiego (ur. 1792)
  - Letitia Tyler, amerykańska pierwsza dama (ur. 1790)
- 1845:
  - Jan Perner, czeski inżynier, budowniczy kolei (ur. 1815)
  - Joseph Story, amerykański prawnik, sędzia Sądu Najwyższego (ur. 1779)
- 1850 – Heinrich Dähling, niemiecki malarz (ur. 1773)
- 1851 – Thomas Hopkins Gallaudet, amerykański pionier edukacji osób niesłyszących i niedosłyszących (ur. 1787)
- 1859 – Thomas Nuttall, brytyjski botanik, zoolog (ur. 1786)
- 1862 – Carlos Antonio López, paragwajski polityk, prezydent Paragwaju (ur. 1790)
- 1864 – Jan Ledóchowski, polski kapitan, polityk, działacz emigracyjny (ur. 1791)
- 1867 – Pierre Rayer, francuski dermatolog (ur. 1793)
- 1877 – John W. Dawson, amerykański polityk (ur. 1820)
- 1883 – Hendrik Conscience, belgijski pisarz (ur. 1812)
- 1889 – Karol III Grimaldi, książę Monako (ur. 1818)
- 1898 – Elżbieta Bawarska, cesarzowa Austrii, królowa Węgier (ur. 1837)
- 1899 – Charles Boyle Roberts, amerykański polityk (ur. 1842)
- 1902 – Teofil Cichocki, polski chemik, wykładowca akademicki (ur. 1830)
- 1904 – Aparicio Saravia, urugwajski grenadier, polityk (ur. 1856)
- 1906 – Antoni Kochanowski, polski polityk (ur. 1817)
- 1908 – Miksa Falk, węgierski dziennikarz, polityk pochodzenia żydowskiego (ur. 1828)
- 1910 – Emmanuel Frémiet, francuski rzeźbiarz (ur. 1824)
- 1911 – Otto Rieth, niemiecki architekt, malarz, rzeźbiarz (ur. 1858)
- 1912 – Michael Greisiger, spiskoniemiecki lekarz, badacz historii i przyrody Spiszu, znawca Tatr (ur. 1851)
- 1914:
  - Stanisław Jerszyński, polski żołnierz (ur. 1889)
  - Edvard Larsen, norweski lekkoatleta, trójskoczek (ur. 1881)
- 1915 – Charles-Eugène Boucher de Boucherville, kanadyjski lekarz, polityk, premier Quebecu (ur. 1822)
- 1916 – Anna Nordgren, szwedzka malarka (ur. 1847)
- 1918:
  - Teofil Anaszkiewicz, polski prawnik, dziennikarz, członek Ligi Narodowej (ur. 1888)
  - Carl Peters, niemiecki polityk, publicysta, podróżnik, kolonizator (ur. 1856)
- 1919 – Stanisław Dzierzbicki, polski ekonomista, polityk, wicepremier (ur. 1854)
- 1920 – Józef Dominik, polski szachista (ur. 1894)
- 1921 – John Tengo Jabavu, południowoafrykański działacz na rzecz praw ludności czarnoskórej (ur. 1859)
- 1922 – Wilfrid Scawen Blunt, brytyjski poeta (ur. 1840)
- 1923 – Maximilian Bern, niemiecki pisarz, redaktor (ur. 1849)
- 1925 – Henry Fitch Taylor, amerykański malarz (ur. 1853)
- 1928 – Dawid Lande, polski architekt pochodzenia żydowskiego (ur. 1868)
- 1929 – Maksymilian Paradystal, polski działacz niepodległościowy i oficer, odznaczony Orderem Virtuti Militari (ur. 1875)
- 1930:
  - Eugeniusz Ciastoń, polski generał brygady (ur. 1861)
  - Jan Kapica, polski duchowny katolicki, działacz społeczny i polityczny (ur. 1866)
- 1931:
  - Mikołaj Himmelstjerna, polski dyplomata (ur. 1880)
  - Dmitrij Jegorow, rosyjski matematyk, wykładowca akademicki (ur. 1869)
  - Salvatore Maranzano, amerykański gangster pochodzenia włoskiego (ur. 1886)
- 1933:
  - Baconin Borzacchini, włoski kierowca i motocyklista wyścigowy (ur. 1898)
  - Giuseppe Campari, włoski śpiewak operowy, kierowca wyścigowy (ur. 1892)
  - Antoni Chełmiński, polski porucznik pilot (ur. 1905)
  - Stanisław Czaykowski, polski hrabia, kierowca wyścigowy (ur. 1899)
- 1934:
  - George Henschel, brytyjski pianista, kompozytor, dyrygent, śpiewak operowy (baryton) pochodzenia niemiecko-żydowskiego (ur. 1850)
  - Antoni Woźniakowski, polski generał brygady (ur. 1864)
- 1935 – Huey Long, amerykański polityk (ur. 1893)
- 1937:
  - Henryk Bitner, polski historyk, publicysta, działacz komunistyczny (ur. 1887)
  - Jelena Krasna, polska działaczka komunistyczna, funkcjonariuszka sowieckich służb specjalnych (ur. 1900)
  - Jazep Mamońka, białoruski lewicowy działacz polityczny i wojskowy (ur. 1889)
  - Siergiej Syrcow, radziecki polityk (ur. 1893)
- 1938 – Nikołaj Zimin, radziecki polityk, funkcjonariusz służb specjalnych (ur. 1895)
- 1939:
  - Józef Liwo, polski adwokat (ur. 1885)
  - Roman Nitecki, polski podporucznik kawalerii (ur. 1913)
  - Władysław Raginis, polski kapitan KOP (ur. 1908)
- 1940 – Nikoła Iwanow, bułgarski generał piechoty, polityk, minister wojny (ur. 1861)
- 1941:
  - Paul Fraenckel, niemiecki profesor medycyny sądowej pochodzenia żydowskiego (ur. 1874)
  - Franciszek Giergielewicz, polski duchowny katolicki (ur. 1886)
  - George Hilsdon, angielski piłkarz (ur. 1885)
  - Aleksander Omieczyński, polski nauczyciel, działacz kulturalny (ur. 1909)
- 1942:
  - Paweł Chomicz, białoruski duchowny katolicki, p.o. administratora apostolskiego Leningradu, nowomęczennik, Sługa Boży (ur. 1893)
  - Walentin Emirow, radziecki pilot wojskowy, as myśliwski (ur. 1914)
  - Jan Józef Fischer, polski taternik, żeglarz, automobilista, działacz turystyczny, kupiec (ur. 1873)
  - Władysław Gumplowicz, polski geograf, publicysta, działacz socjalistyczny (ur. 1869)
  - Jan Szulik, polski polityk, poseł na Sejm Śląski i na Sejm RP, działacz plebiscytowy, powstaniec śląski (ur. 1893)
- 1943:
  - Władysława Krysiewicz, polska rolniczka, Sprawiedliwa wśród Narodów Świata (ur. ?)
  - Kazimierz Kubicz, polski rolnik, działacz niepodległościowy, plutonowy (ur. 1898)
  - Arnold Sarjusz-Makowski, polski geolog, paleontolog, inżynier górniczy (ur. 1876)
  - Jerzy Kamil Weintraub, polski poeta, publicysta, tłumacz (ur. 1916)
- 1944:
  - Eugeniusz Artwiński, polski psychiatra (ur. 1892)
  - Michaił Kalmus, radziecki major gwardii (ur. 1909)
  - Jean Ryff, szwajcarski trener i działacz piłkarski (ur. 1876)
  - Józef Szczepański, polski poeta, podporucznik, żołnierz AK, uczestnik powstania warszawskiego (ur. 1922)
- 1945 – Josef Gočár, czeski architekt, urbanista (ur. 1880)
- 1946:
  - Robert Jacquinot de Besange – francuski jezuita (ur. 1878)
  - Olivér Halassy, węgierski piłkarz wodny, pływak (ur. 1909)
- 1947:
  - Hatazō Adachi, japoński generał porucznik (ur. 1884)
  - Maria Kleniewska, polska działaczka społeczna (ur. 1863)
- 1948:
  - Hamar Greenwood, brytyjski arystokrata, polityk (ur. 1870)
  - Ferdynand I Koburg, car Bułgarii (ur. 1861)
- 1949 – Richard J. Welch, amerykański polityk (ur. 1869)
- 1950:
  - Annie Montague Alexander, amerykańska zoolog, paleontolog (ur. 1867)
  - Witold Kieszkowski, polski historyk sztuki (ur. 1903)
  - Alfred Larsen, norweski przedsiębiorca, filantrop, żeglarz sportowy (ur. 1863)
  - Raymond Sommer, francuski kierowca wyścigowy (ur. 1906)
- 1951:
  - Leonard Glabisz, polski ekonomista, wykładowca akademicki (ur. 1871)
  - Engelbert König, austriacki piłkarz, trener (ur. 1884)
- 1952 – Jonas Ingram, amerykański admirał (ur. 1887)
- 1956:
  - Władimir Gordlewski, rosyjski turkolog (ur. 1876)
  - Robert Julius Trumpler, amerykański astronom pochodzenia szwajcarskiego (ur. 1886)
- 1961:
  - Leo Carrillo, amerykański aktor (ur. 1881)
  - Ernest Payne, brytyjski kolarz torowy (ur. 1884)
  - Wolfgang von Trips, niemiecki kierowca wyścigowy (ur. 1928)
- 1962 – Paddy McCue, australijski rugbysta (ur. 1883)
- 1963:
  - Georges Schneider, szwajcarski narciarz alpejski (ur. 1925)
  - Czesław Straszewicz, polski pisarz (ur. 1904)
- 1965:
  - Grigorij Rimski-Korsakow, rosyjski kompozytor, teoretyk muzyki, akustyk (ur. 1901)
  - Walter Snelling, amerykański chemik (ur. 1880)
- 1971 – Pier Angeli, włoska aktorka (ur. 1932)
- 1974 – Melchior Wańkowicz, polski pisarz, dziennikarz, publicysta, reportażysta (ur. 1892)
- 1975:
  - Hans Swarowsky, węgiersko-austriacki dyrygent, pedagog, pisarz, tłumacz pochodzenia żydowskiego (ur. 1899)
  - George Thomson, brytyjski fizyk, laureat Nagrody Nobla (ur. 1892)
- 1976:
  - Jack Heaton, amerykański bobsleista, skeletonista (ur. 1908)
  - Dalton Trumbo, amerykański pisarz, scenarzysta i reżyser filmowy (ur. 1905)
- 1977 – Hamida Djandoubi, francuski morderca pochodzenia tunezyjskiego (ur. 1949)
- 1979:
  - Stanisław Ludkewycz, ukraiński kompozytor, muzykoznawca, badacz folkloru, pedagog (ur. 1879)
  - Walter Massop, holenderski zapaśnik (ur. 1907)
  - Agostinho Neto, angolski poeta, polityk, pierwszy prezydent Angoli (ur. 1922)
  - Federico Pezzullo, włoski duchowny katolicki, biskup Policastro, Sługa Boży (ur. 1890)
  - Alfons Tomaszewski, polski duchowny katolicki (ur. 1907)
  - Czesław Twardzik, polski poeta, działacz polityczny (ur. 1914)
- 1981:
  - Guy Lookabough, amerykański zapaśnik, futbolista (ur. 1896)
  - Lucyna Niedziałkówna-Przybylska, polska spikerka radiowa (ur. 1907)
- 1983:
  - Felix Bloch, szwajcarski fizyk, laureat Nagrody Nobla (ur. 1905)
  - Nils Engdahl, szwedzki lekkoatleta, sprinter (ur. 1898)
  - Alfred Urbański, polski ekonomista, działacz socjalistyczny (ur. 1899)
  - John Vorster, południowoafrykański polityk, premier i prezydent RPA (ur. 1915)
- 1984:
  - Georges de Beauregard, francuski producent filmowy (ur. 1920)
  - Lou Hunter, amerykański rugbysta (ur. 1899)
  - Trummy Young, amerykański puzonista jazzowy (ur. 1912)
- 1985:
  - Ernst Öpik, estoński astronom (ur. 1893)
  - Jock Stein, szkocki piłkarz, trener (ur. 1922)
- 1986:
  - Pepper Adams, amerykański saksofonista jazzowy (ur. 1930)
  - Tomislav Jablanović, bośniacki duchowny katolicki, teolog, biskup pomocniczy sarajewski (ur. 1921)
- 1988 – Witold Dederko, polski fotoreporter, pedagog (ur. 1906)
- 1990:
  - Stanisław Horak, polski poeta, prozaik (ur. 1925)
  - Svend Madsen, duński gimnastyk (ur. 1897)
  - Anatolij Sofronow, rosyjski poeta, dramaturg, publicysta (ur. 1911)
- 1991:
  - Jack Crawford, australijski tenisista (ur. 1908)
  - Jan Józef Lipski, polski eseista, krytyk literacki, polityk, senator RP, działacz socjalistyczny, współzałożyciel KOR (ur. 1926)
- 1992 – Ivar Sjölin, szwedzki zapaśnik (ur. 1918)
- 1993 – Meinrad Miltenberger, niemiecki kajakarz (ur. 1924)
- 1994 – Max Morlock, niemiecki piłkarz (ur. 1925)
- 1996 – Joanne Dru, amerykańska aktorka (ur. 1922)
- 1997:
  - George Schaefer, amerykański reżyser filmowy, telewizyjny i teatralny (ur. 1920)
  - Czesław Slezák, polski poeta (ur. 1929)
- 1998 – Mahmud Hasan, egipski zapaśnik (ur. 1919)
- 1999:
  - Krystjo Czakyrow, bułgarski trener piłkarski (ur. 1927)
  - Tadeusz Kaczyński, polski muzykolog, krytyk muzyczny (ur. 1932)
  - Alfredo Kraus, hiszpański śpiewak operowy (tenor) (ur. 1927)
  - Zbigniew Szymonowicz, polski pianista, kompozytor (ur. 1922)
- 2001 – Aleksiej Suetin, rosyjski szachista (ur. 1926)
- 2003 – Vítor Damas, portugalski piłkarz, bramkarz (ur. 1947)
- 2005:
  - Hermann Bondi, brytyjski matematyk, kosmolog pochodzenia austriackiego (ur. 1919)
  - Teodor Marszałek, polski komandor (ur. 1937)
  - Zbigniew Toffel, polski dyrygent (ur. 1929)
- 2006:
  - Patty Berg, amerykańska golfistka (ur. 1918)
  - Ella Koblo Gulama, sierraleońska polityczka (ur. 1921)
  - Taufaʻahau Tupou IV, król Tonga (ur. 1918)
- 2007 – Jane Wyman, amerykańska aktorka (ur. 1917)
- 2008:
  - Domagoj Kapec, chorwacki hokeista (ur. 1989)
  - Frank Mundus, amerykański łowca rekinów (ur. 1925)
- 2010 – Marian Hess, polski etnograf, rzeźbiarz, malarz (ur. 1941)
- 2011 – Cliff Robertson, amerykański aktor (ur. 1923)
- 2012:
  - Mieczysław Porębski, polski krytyk, teoretyk i historyk sztuki (ur. 1921)
  - Eli Zborowski, polski działacz społeczny pochodzenia żydowskiego (ur. 1925)
- 2013:
  - Josef Němec, czeski bokser (ur. 1933)
  - Kjell Sjöberg, szwedzki skoczek narciarski (ur. 1937)
- 2014:
  - António Garrido, portugalski sędzia piłkarski (ur. 1932)
  - Richard Kiel, amerykański aktor (ur. 1939)
  - Károly Sándor, węgierski piłkarz (ur. 1928)
- 2015:
  - Adrian Frutiger, szwajcarski typograf, grafik (ur. 1928)
  - Barbara Grębecka, polska dziennikarka (ur. 1932)
  - Franco Interlenghi, włoski aktor (ur. 1931)
  - Antoine Lahad, libański generał, polityk (ur. 1927)
- 2016 – Edmund Pawlak, polski inżynier, polityk, dyplomata (ur. 1934)
- 2017:
  - René Laurentin, francuski duchowny katolicki, teolog, mariolog (ur. 1917)
  - Michał Moszkowicz, polski pisarz (ur. 1941)
  - Pierre Pilote, kanadyjski hokeista (ur. 1931)
- 2018:
  - István Géczi, węgierski piłkarz (ur. 1944)
  - Karol Śliwka, polski grafik (ur. 1932)
- 2019:
  - Włodzimierz Denysenko, polski śpiewak operowy (bas-baryton) (ur. 1931)
  - Krzysztof Kalczyński, polski aktor (ur. 1937)
  - Jan Łopuski, polski prawnik (ur. 1917)
  - Greg Thompson, kanadyjski polityk (ur. 1947)
- 2020:
  - Piotr Eberhardt, polski geograf (ur. 1935)
  - Edward Kajdański, polski pisarz, dziennikarz, dyplomata (ur. 1925)
  - Jan Kułaj, polski rolnik, działacz opozycji antykomunistycznej, polityk (ur. 1958)
  - Janisław Muszyński, polski inżynier, przedsiębiorca, polityk, wojewoda wrocławski (ur. 1942)
  - Diana Rigg, brytyjska aktorka (ur. 1938)
  - Leen van der Waal, holenderski inżynier, polityk, eurodeputowany (ur. 1928)
- 2021:
  - Charles Konan Banny, iworyjski polityk, premier Wybrzeża Kości Słoniowej (ur. 1942)
  - Gary Hughes, kanadyjski hokeista (ur. 1932)
  - Jorge Sampaio, portugalski prawnik, samorządowiec, burmistrz Lizbony, polityk, prezydent Portugalii (ur. 1939)
  - Gordon Spice, brytyjski kierowca wyścigowy (ur. 1940)
- 2022:
  - Jacek Kolbuszewski, polski historyk literatury (ur. 1938)
  - Joseph Nacua, filipiński duchowny katolicki, biskup Ilagan (ur. 1945)
- 2023:
  - Hernán Carrasco, chilijski trener piłkarski (ur. 1923)
  - Brendan Croker, brytyjski wokalista i gitarzysta bluesowy (ur. 1953)
  - Lutfi Hoxha, albański aktor (ur. 1934)
  - Ian Wilmut, brytyjski embriolog (ur. 1944)
- 2024:
  - Pat Bolger, kanadyjski zapaśnik (ur. 1948)
  - Roberto Chale, peruwiański piłkarz, trener (ur. 1946)
  - Stanisław Kocot, polski piłkarz, trener (ur. 1937)
  - Eligio Martínez, boliwijski piłkarz (ur. 1955)
  - Wałerij Słatenko, ukraiński trener piłkarski (ur. 1947)